# Landschaftsschutzgebiet Bilmer Büsche/Himmelpforter Heide/Riesenberg
Das Landschaftsschutzgebiet Bilmer Büsche/Himmelpforter Heide/Riesenberg mit 102 ha Flächengröße liegt in der Gemeinde Ense im Kreis Soest. Das Gebiet wurde 2006 mit dem Landschaftsplan V Ense-Wickede durch den Kreistag als Landschaftsschutzgebiet (LSG) ausgewiesen. Der LSG liegt östlich von Niederense. Das LSG geht bis an den Siedlungsrand. Im Westen grenzt das Naturschutzgebiet Enser See an. Im Osten grenzt das Landschaftsschutzgebiet Kreis Soest an. Im Süden grenzt das Landschaftsschutzgebiet Möhnetal an. An der Nordgrenze des LSG liegt die B 516. Hinter der B 516 liegt das Landschaftsschutzgebiet Bittinger Talzug/Bilmer Grund.

## Beschreibung
Das LSG umfasst Wald, Grünlandflächen und Äcker.

## Schutzzweck
Die Ausweisung erfolgte wie bei anderen LSGs im Landschaftsplangebiet zur Erhaltung oder Wiederherstellung der Leistungsfähigkeit des Naturhaushaltes; wegen der Vielfalt, Eigenart oder Schönheit des Landschaftsbildes oder wegen ihrer besonderen Bedeutung für die Erholung. Das LSG hat Bedeutung als Pufferzone sowie als Vernetzungs- und Rückzugsraum zum angrenzenden geschützten Landschaftsbestandteil „Möhne bei Niederense“ sowie zu den angrenzenden Naturschutzgebieten „Enser See“ und „Waldreservat Moosfelde“ die im Rahmen der FFH-Richtlinie als innerhalb der Europäischen Gemeinschaft besonders schutzwürdige Bereiche ausgewiesen sind.

## Rechtliche Vorschriften
Wie in den anderen Landschaftsschutzgebieten im Landschaftsplangebiet besteht im LSG ein Verbot, Bauwerke zu errichten. Die Untere Naturschutzbehörde kann Ausnahme-Genehmigungen für Bauten aller Art erteilen. Wie in den anderen Landschaftsschutzgebieten besteht im LSG ein Verbot, Weihnachtsbaum-, Schmuckreisig- und Baumschul-Kulturen anzulegen. Es ist z. B. auch verboten, Bäume, Sträucher, Hecken, Feld- oder Ufergehölze zu beseitigen oder zu schädigen.